# Korkticka
Korkticka (Trametes gibbosa) är en svampart som först beskrevs av Christiaan Hendrik Persoon, och fick sitt nu gällande namn av Elias Fries 1838. Korkticka ingår i släktet Trametes och familjen Polyporaceae.  Arten är reproducerande i Sverige. Inga underarter finns listade i Catalogue of Life.